# Pauini
Pauini là một đô thị thuộc bang Amazonas, Brasil. Đô thị này có diện tích 43263,39 km², dân số năm 2007 là 18052 người, mật độ 0,42 người/km².